# Pădureni, Mureș
Pădureni (în lb. maghiară: Erdőcsinád, în limba germană: Scholten) este un sat în comuna Gornești din județul Mureș, Transilvania, România.

## Imagini

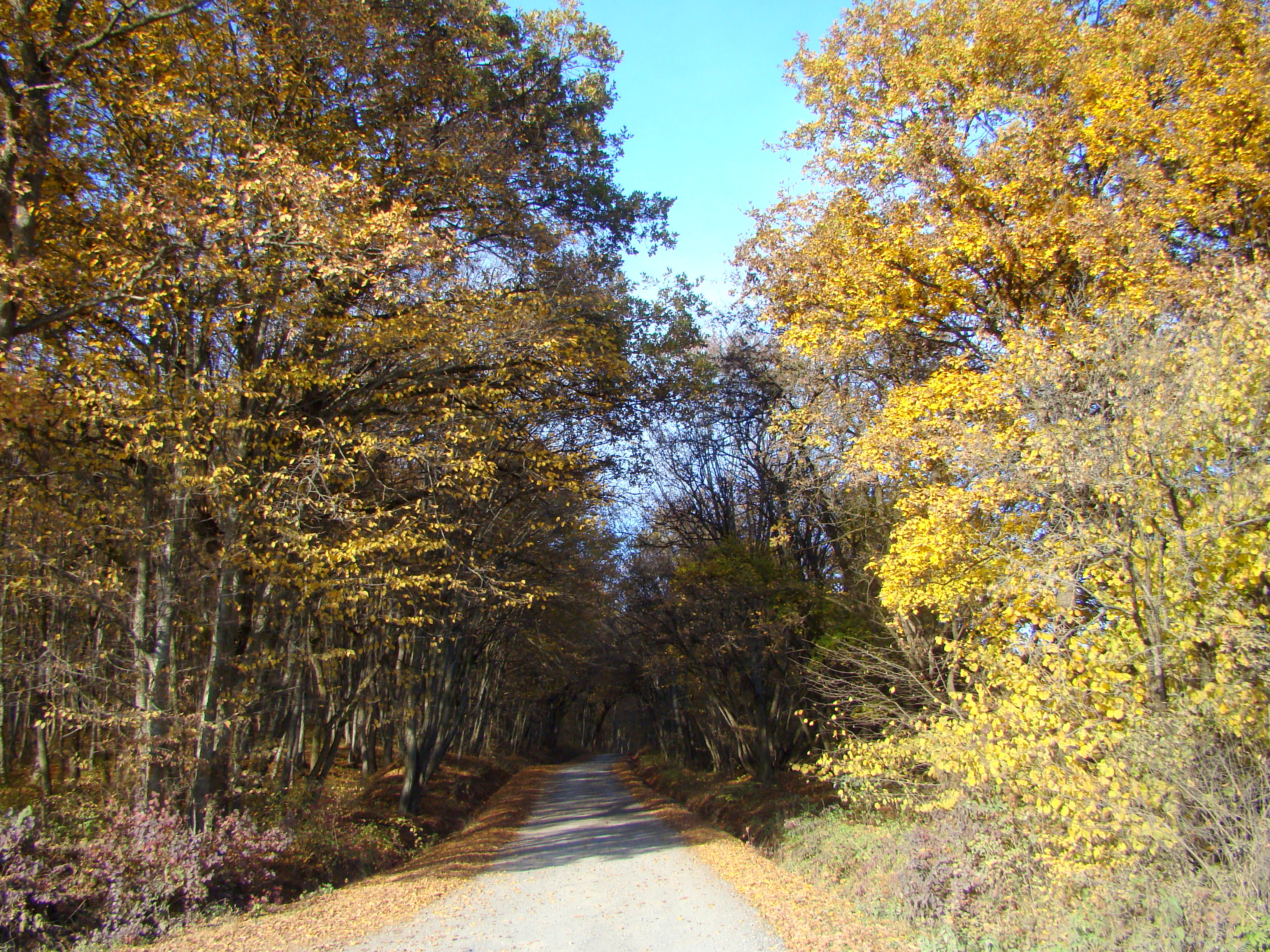
Drumul spre satul Pădureni
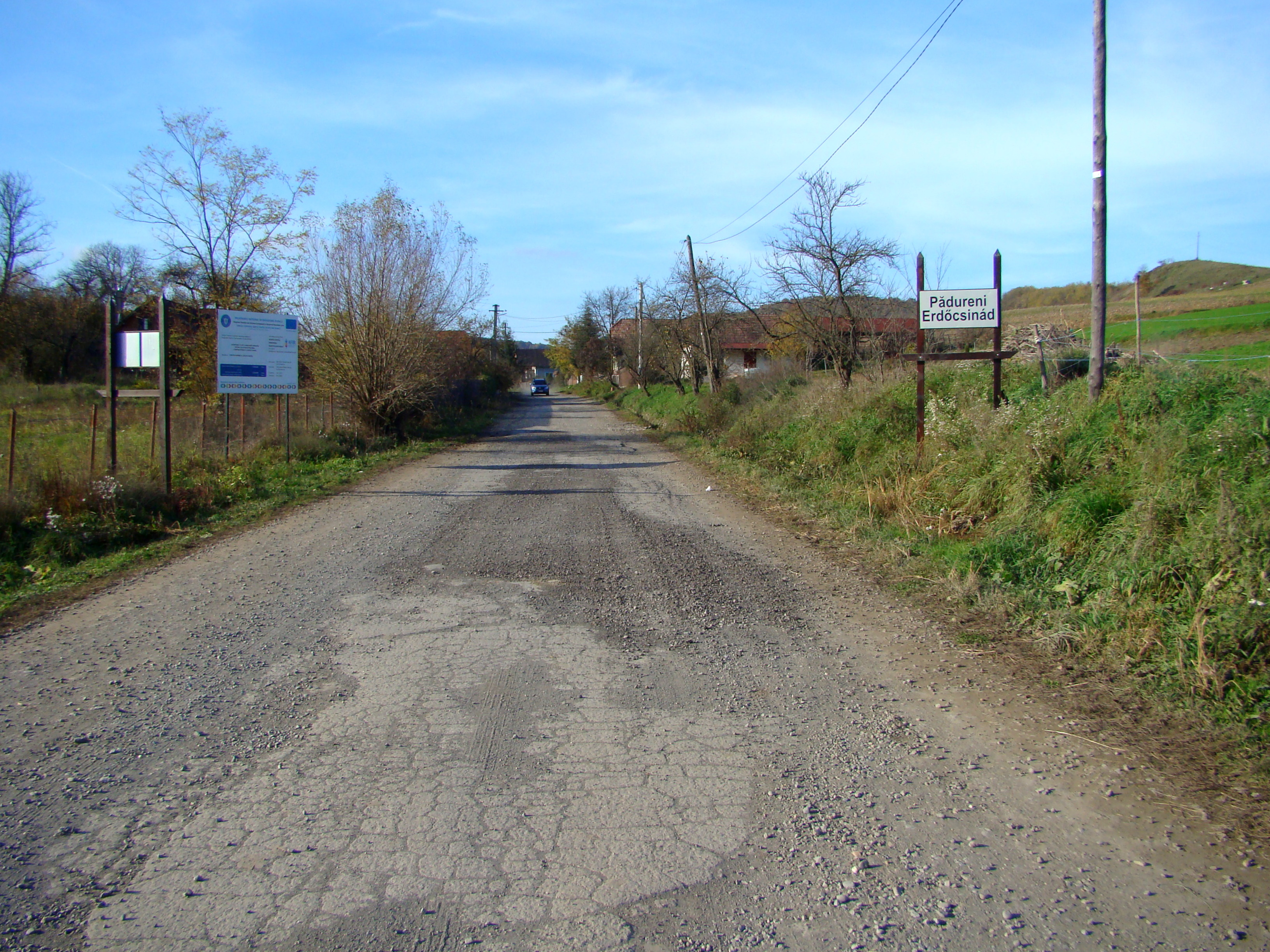
Intrarea în localitate
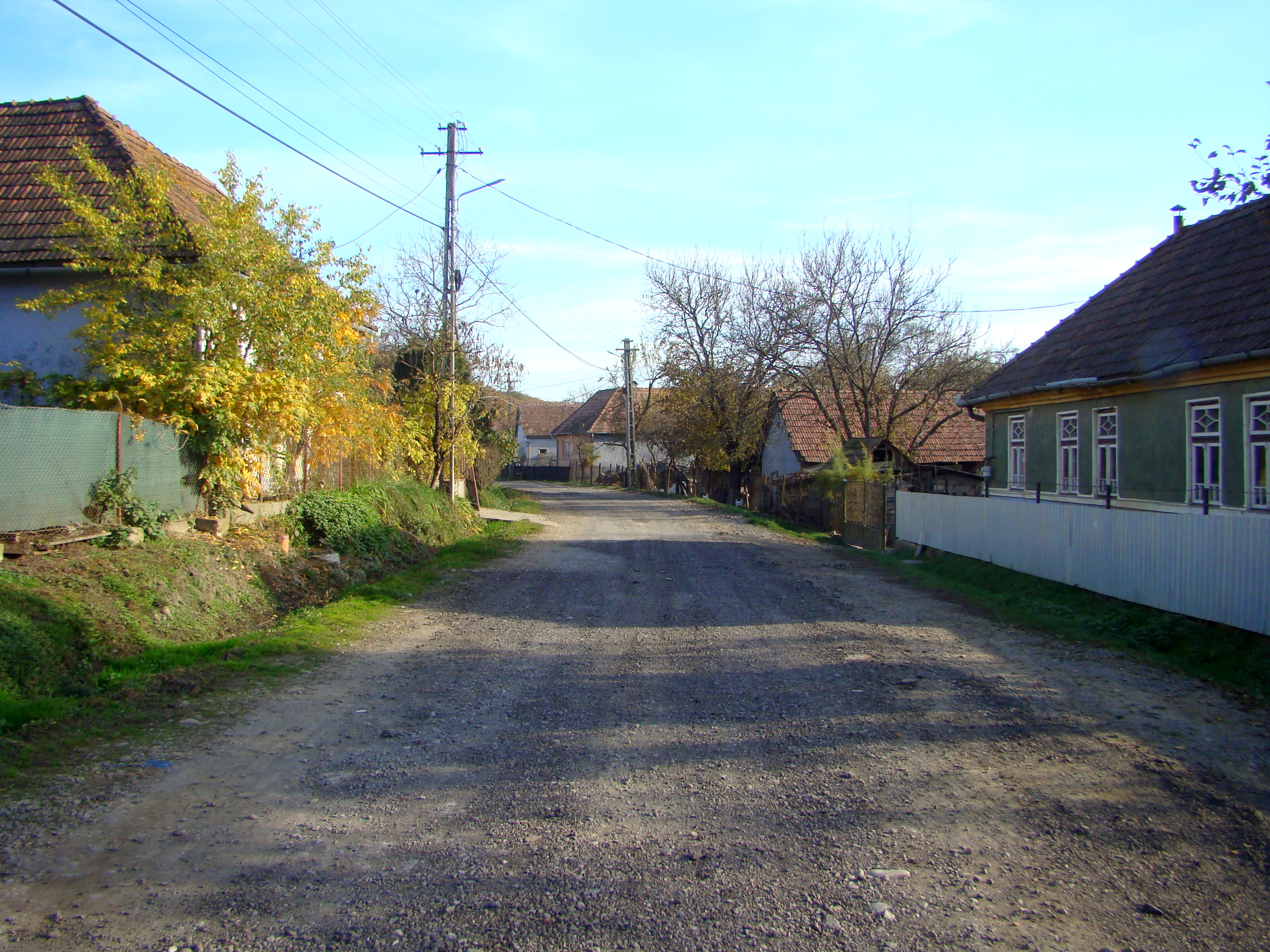
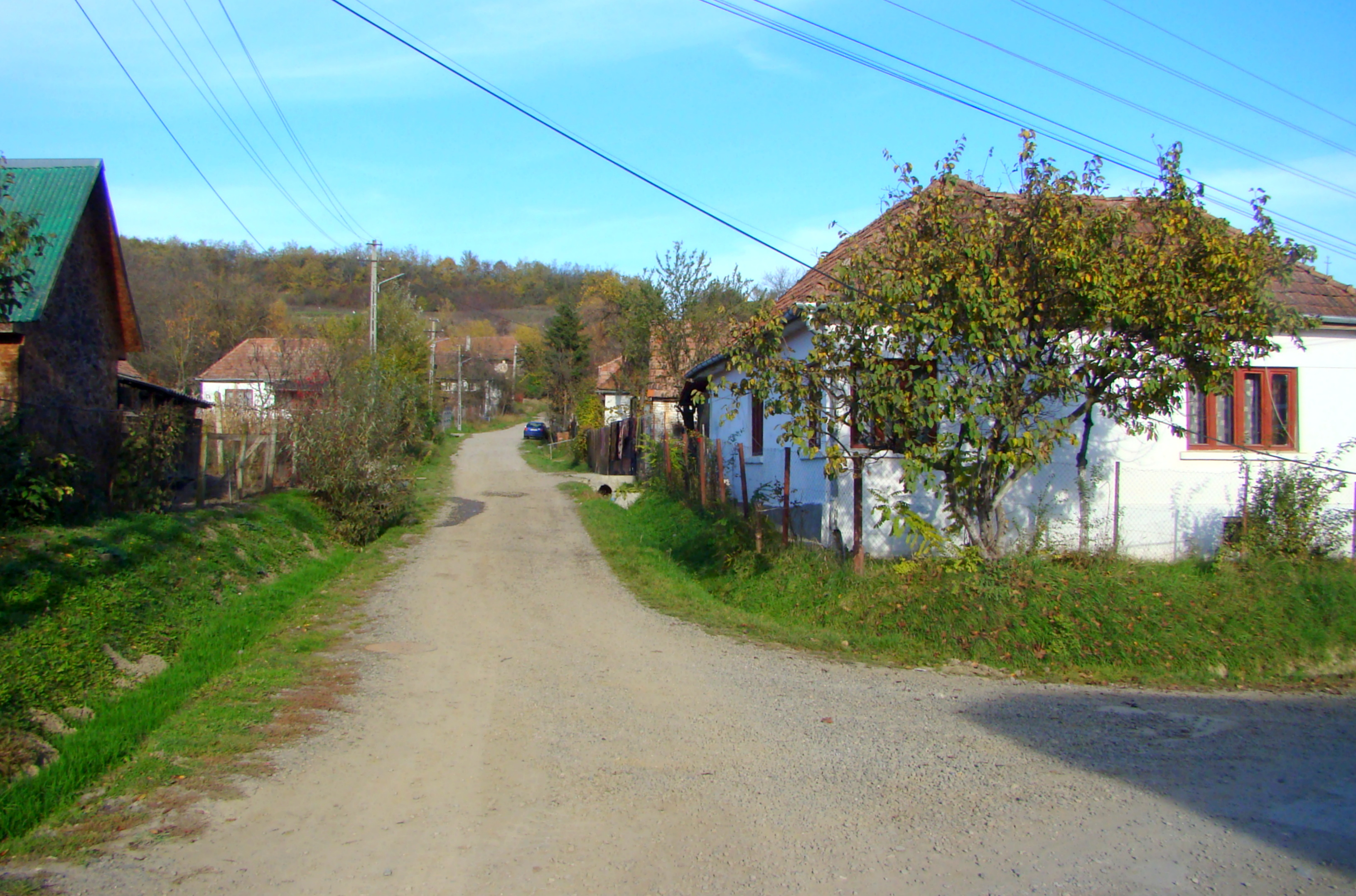
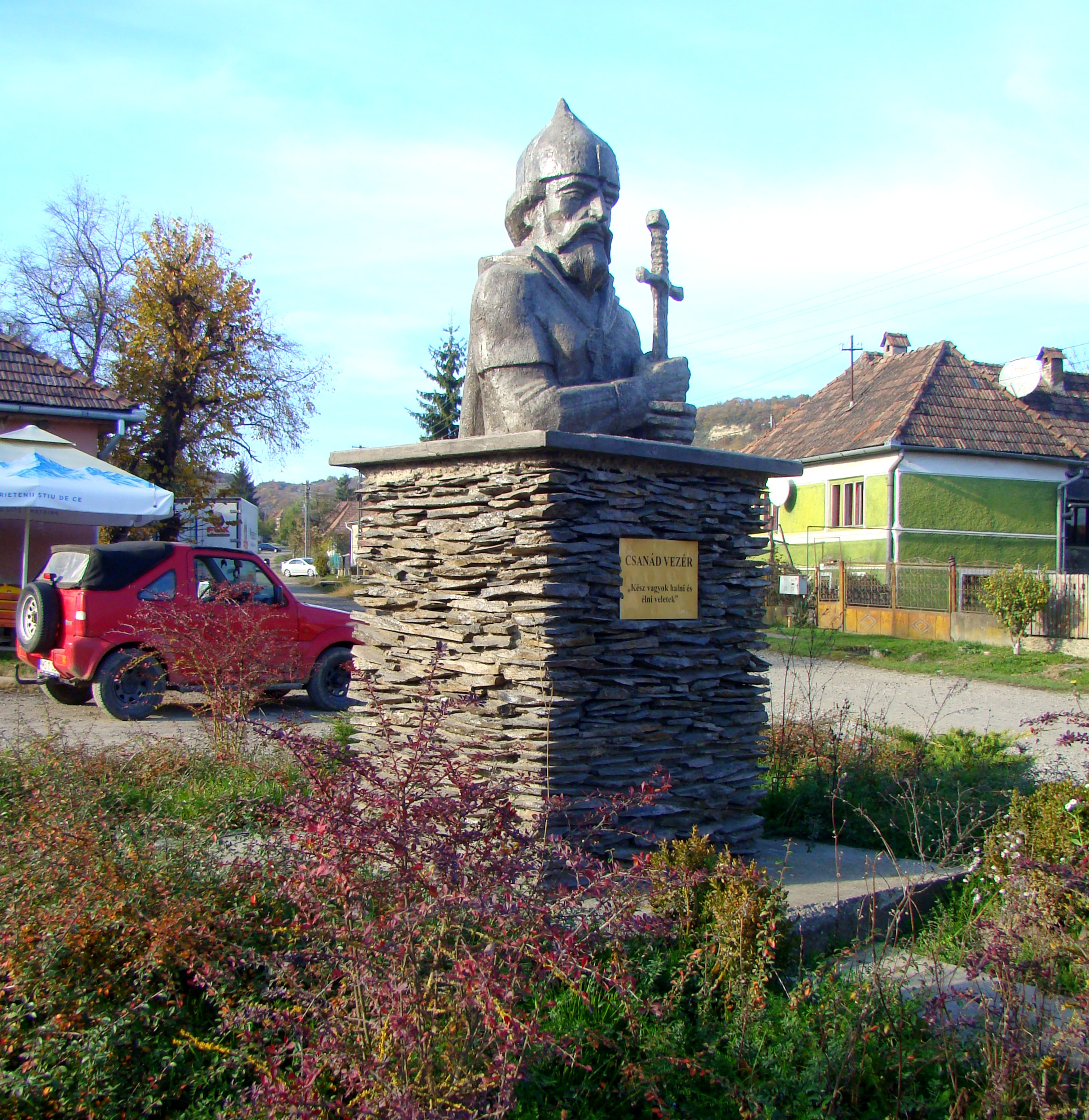
Bustul lui Csanád Vezér
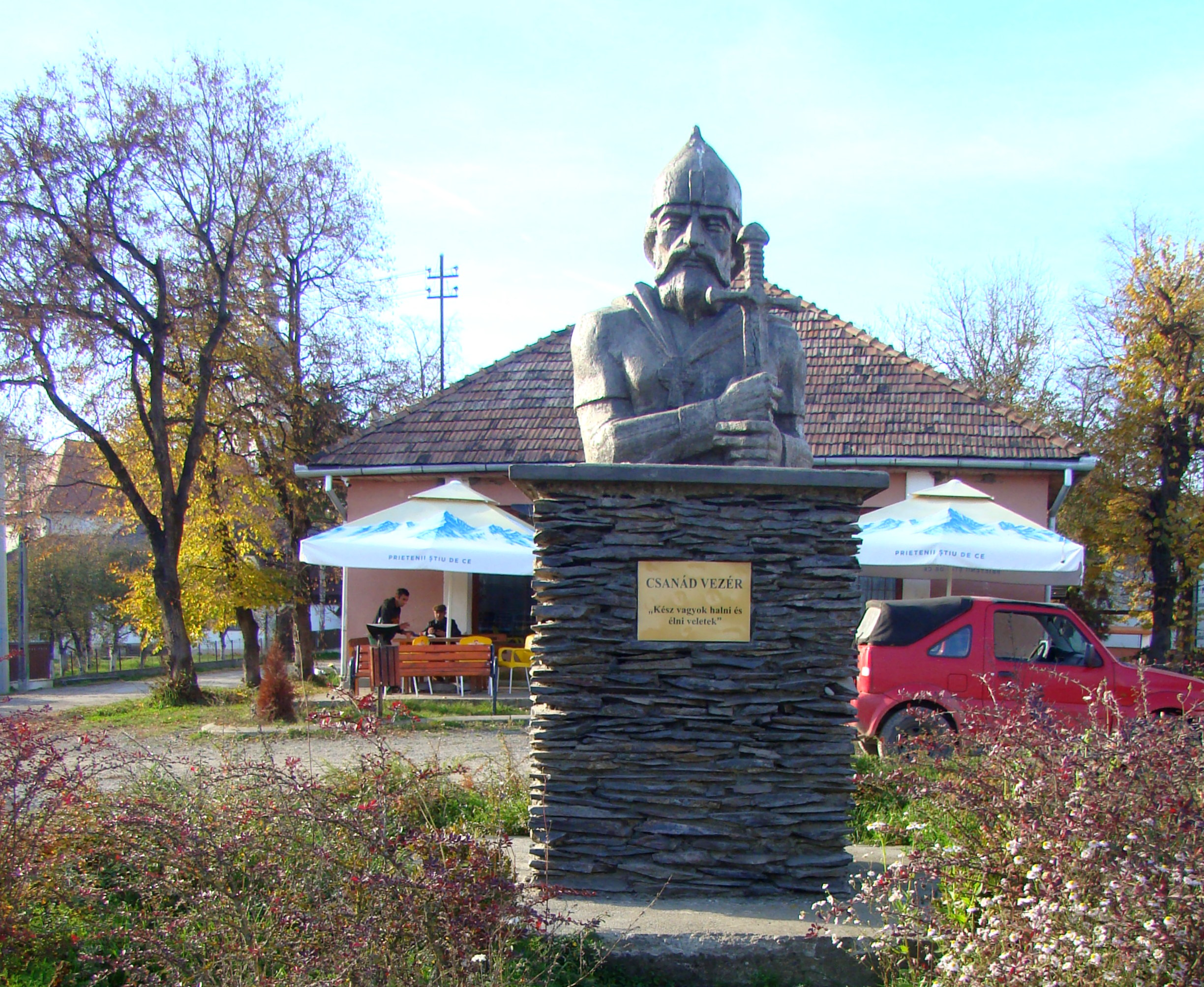
Bustul lui Csanád Vezér
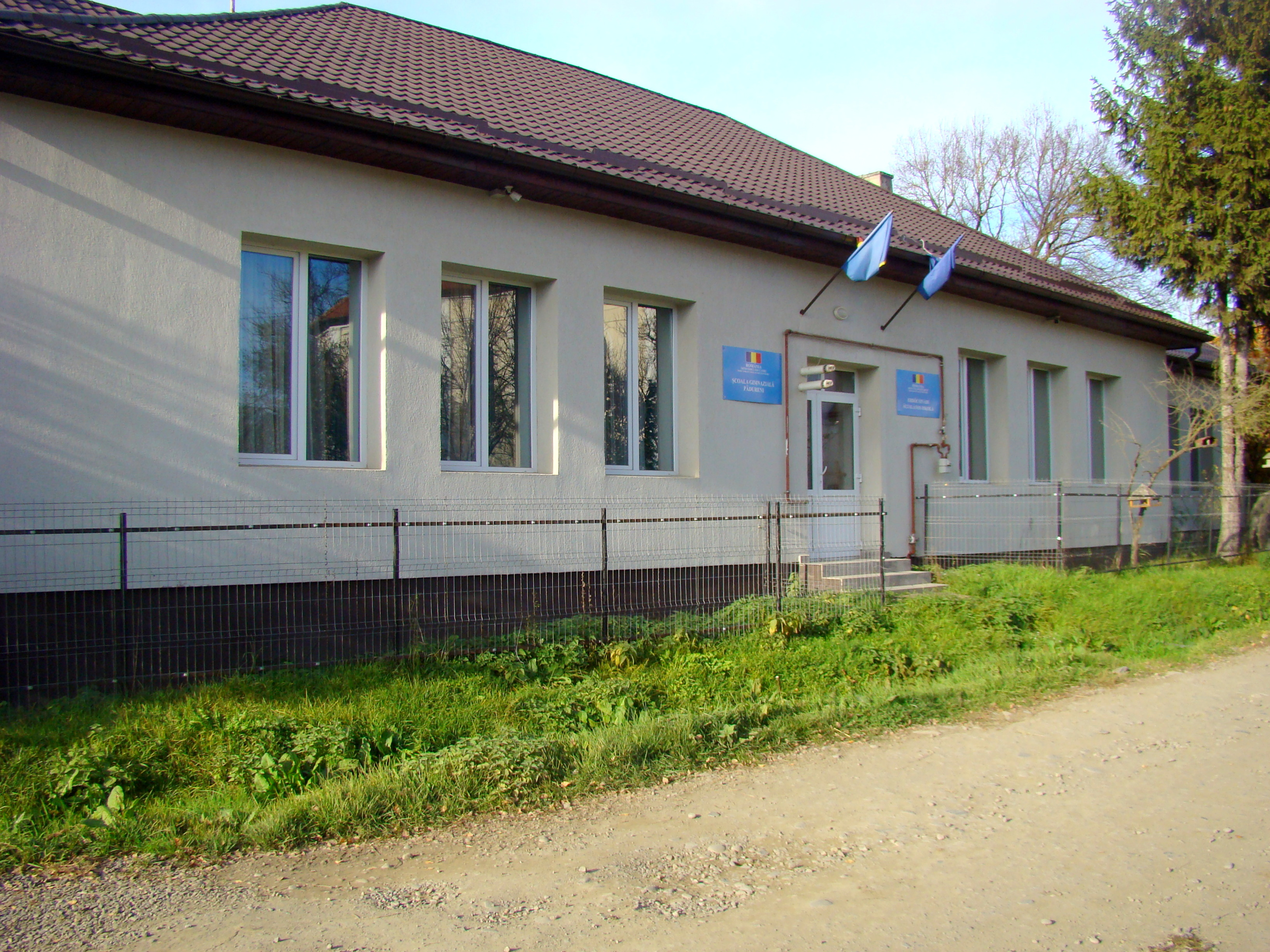
Școala
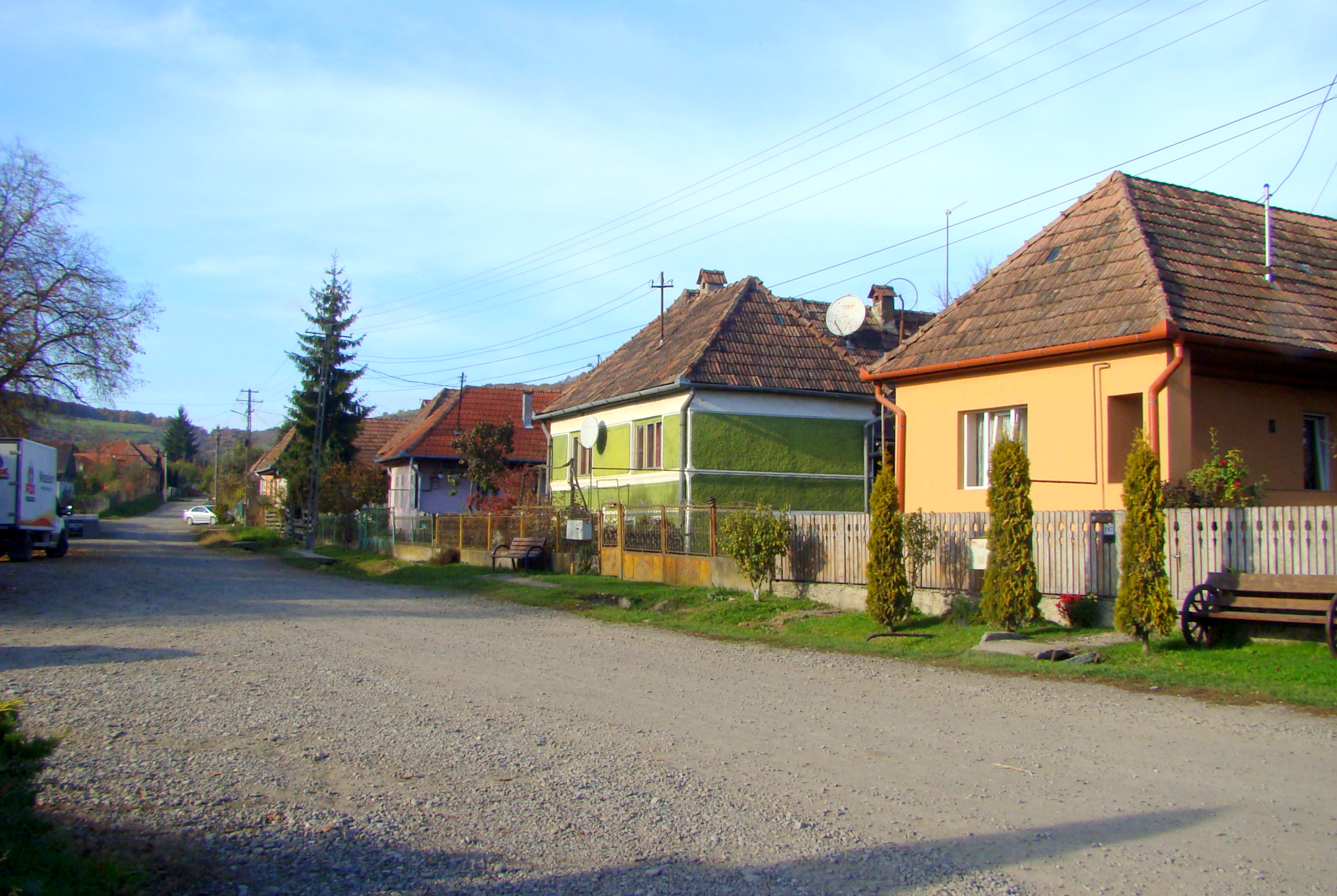
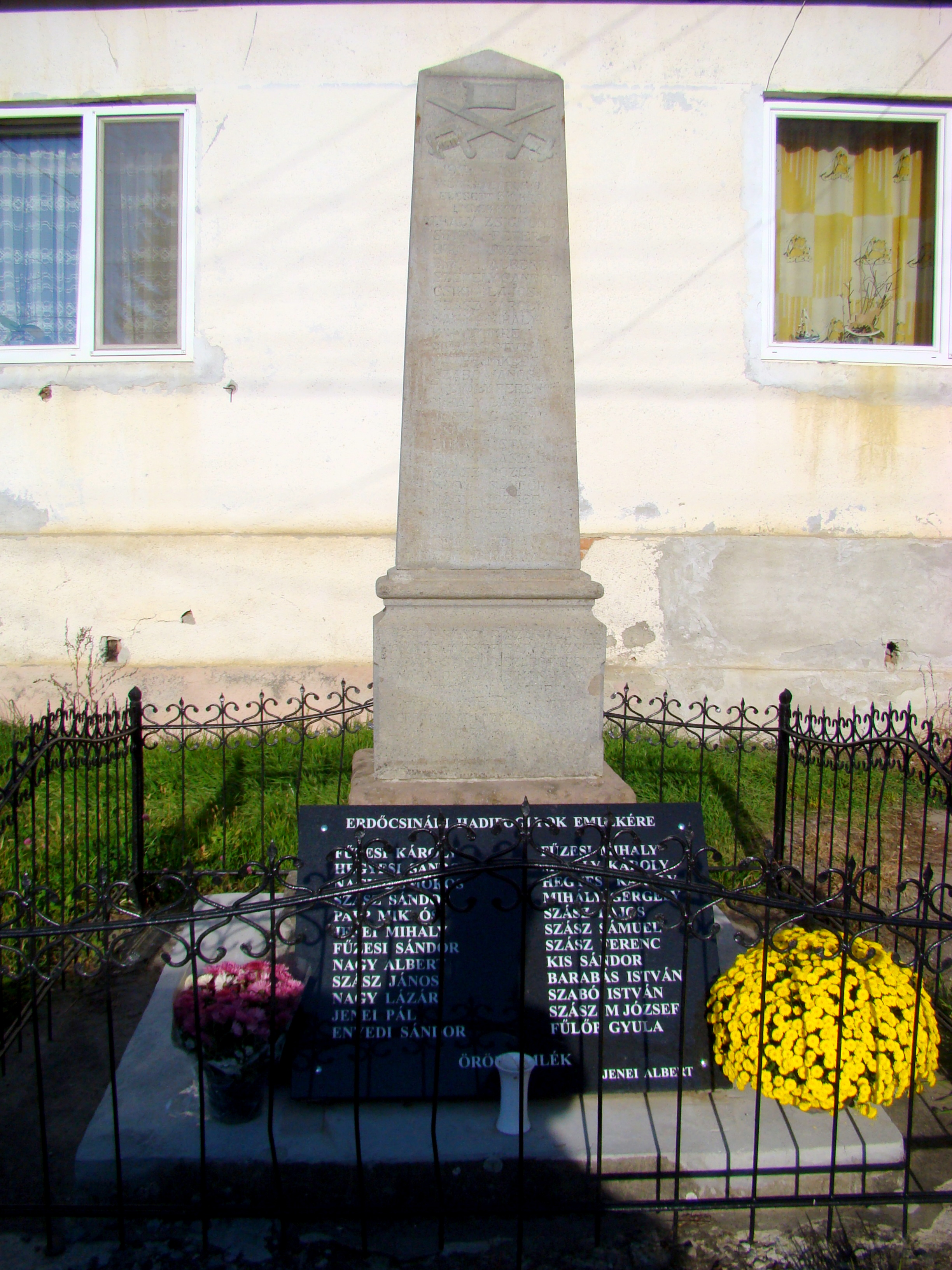
Monumentul eroilor
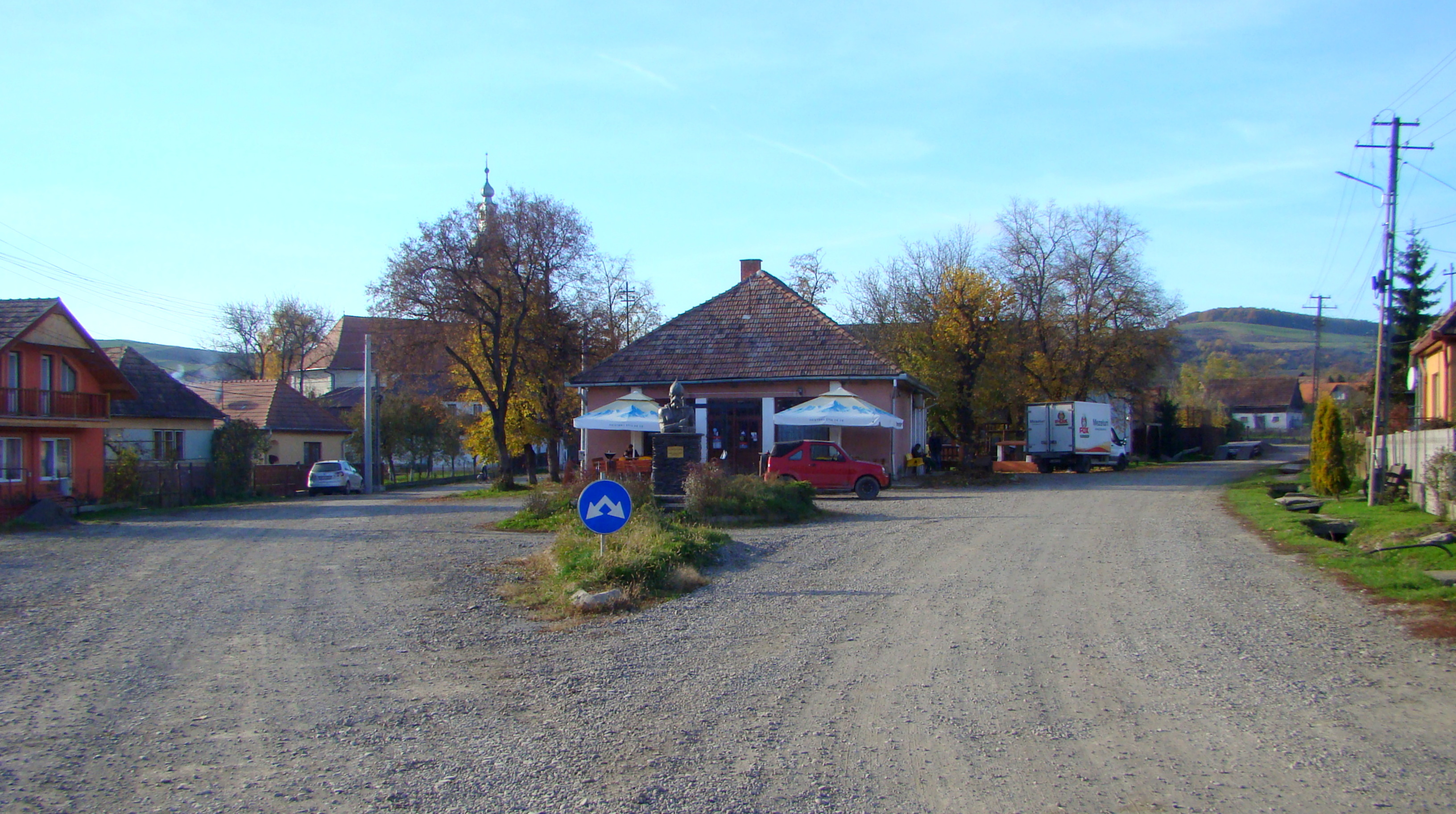
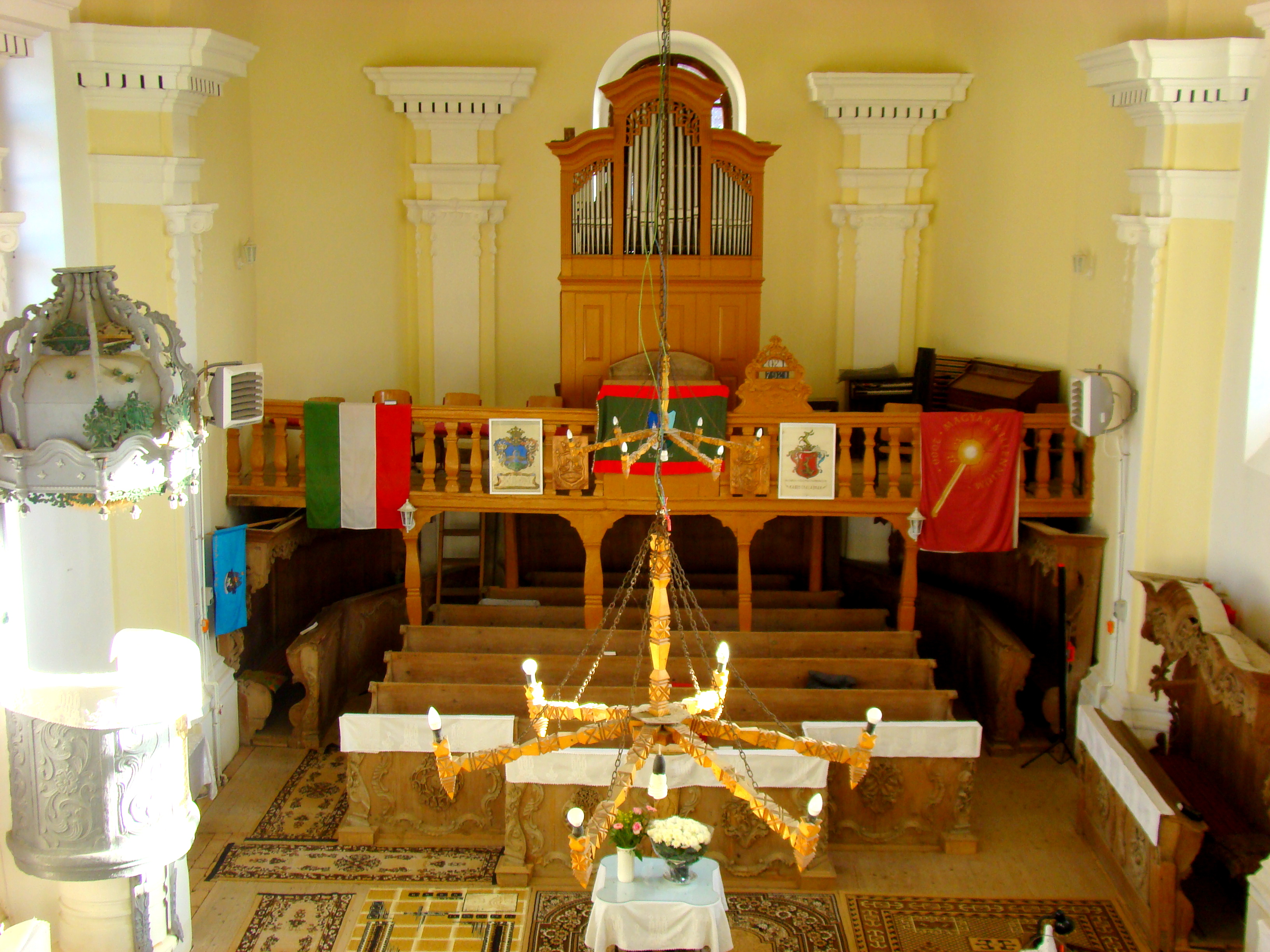
Biserica reformată (1795)
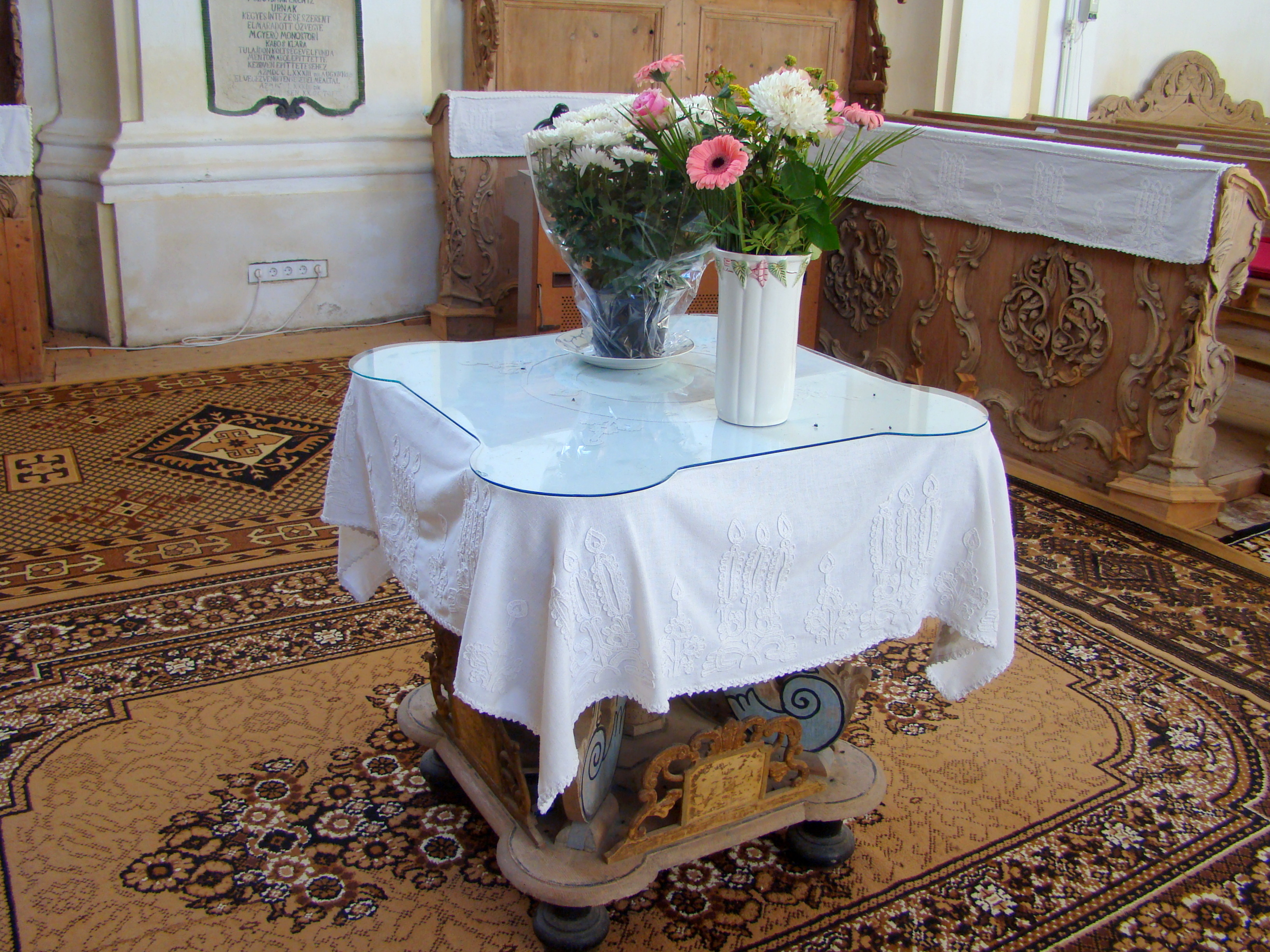
Masa Domnului
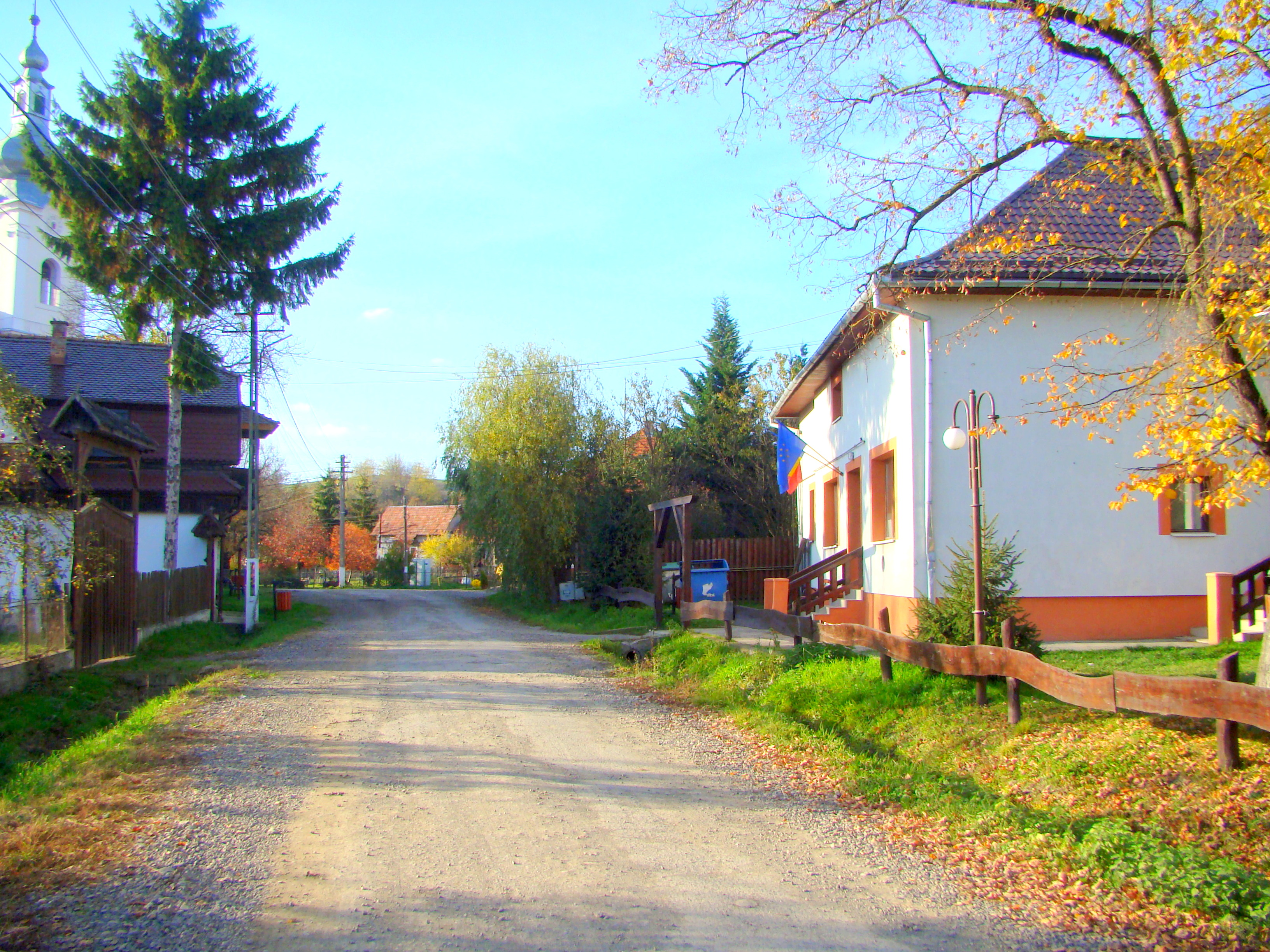
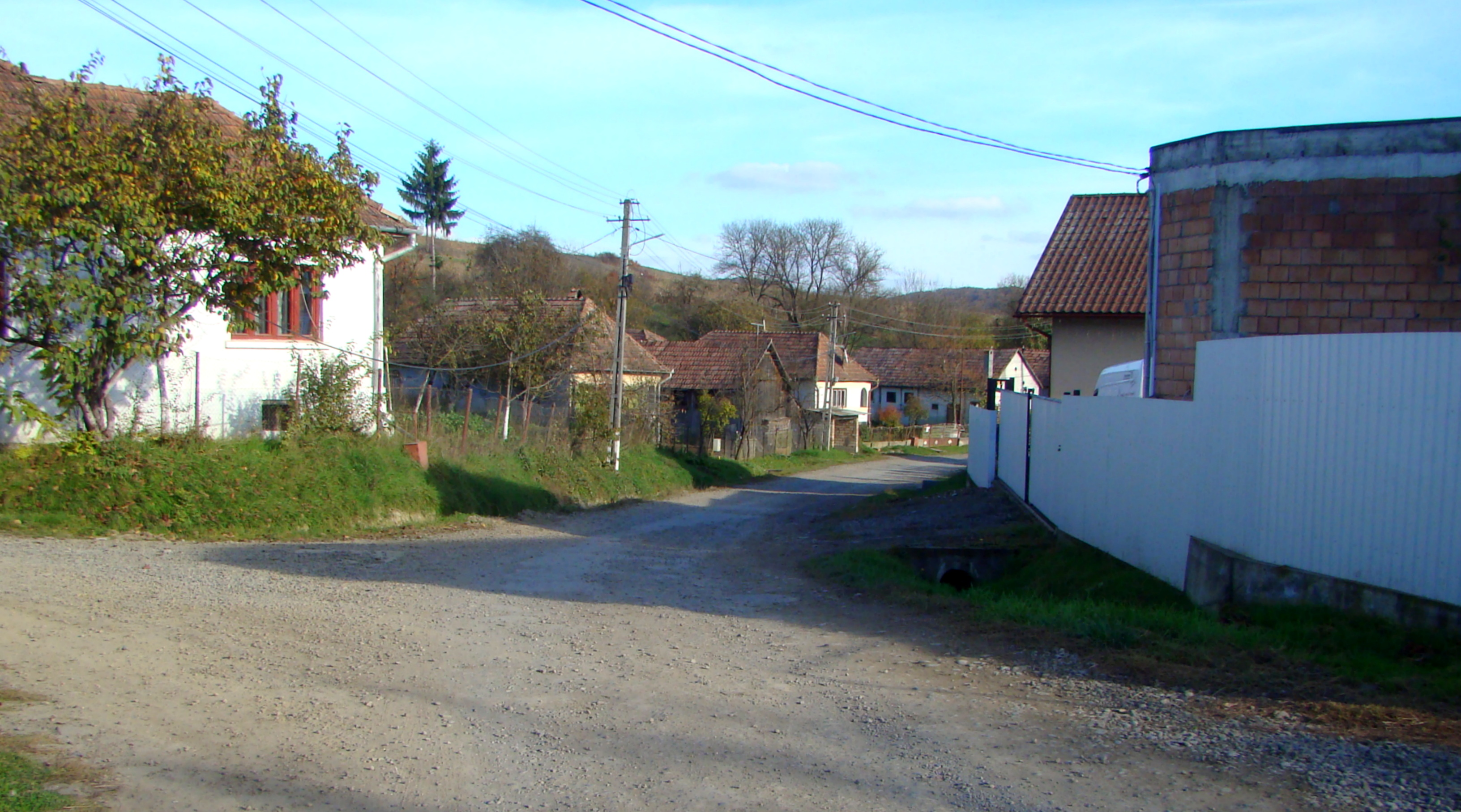
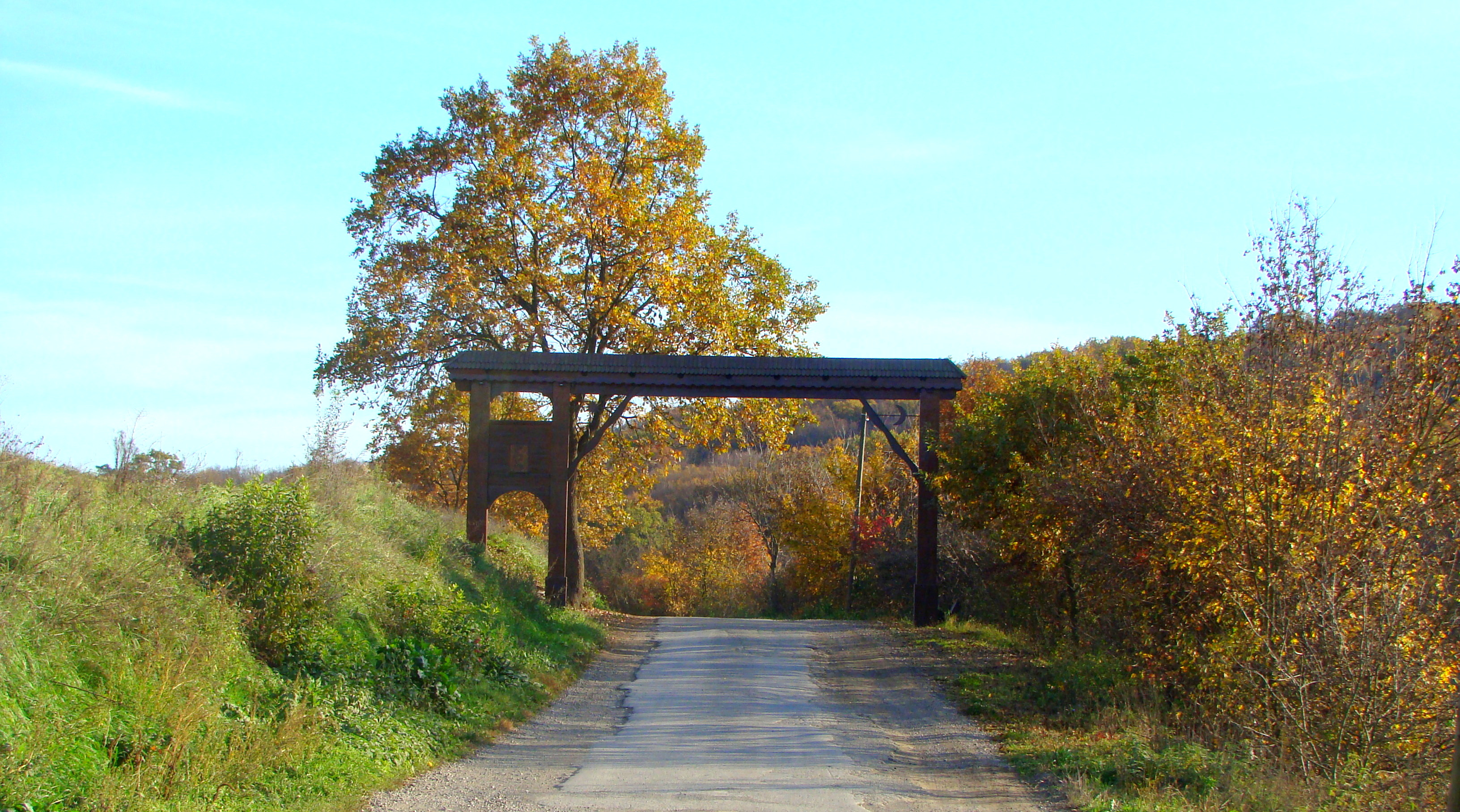